# Tripscompagnie
Tripscompagnie est un village qui fait partie des communes de Midden-Groningue et Veendam dans la province néerlandaise de Groningue.
Le village est né en 1648 le long du Tripscompagniesterdiep, creusé en 1640.